# Catedral de San Pablo (Saint Paul en Alberta)
La Catedral de San Pablo (en inglés: Saint Paul Cathedral) es la iglesia madre de la diócesis de Saint Paul en Alberta, Alberta en Canadá. La catedral se encuentra en St. Paul, Alberta  en la autopista 29 cerca del centro. El actual rector de la catedral es el Reverendísimo Gerard Gautier. Los servicios se llevan a cabo en francés y en Inglés. La iglesia ha sido la sede del obispo de la diócesis desde su formación el 7 de agosto de 1948. La parroquia asociada con la iglesia ha estado en existencia desde 1859. 

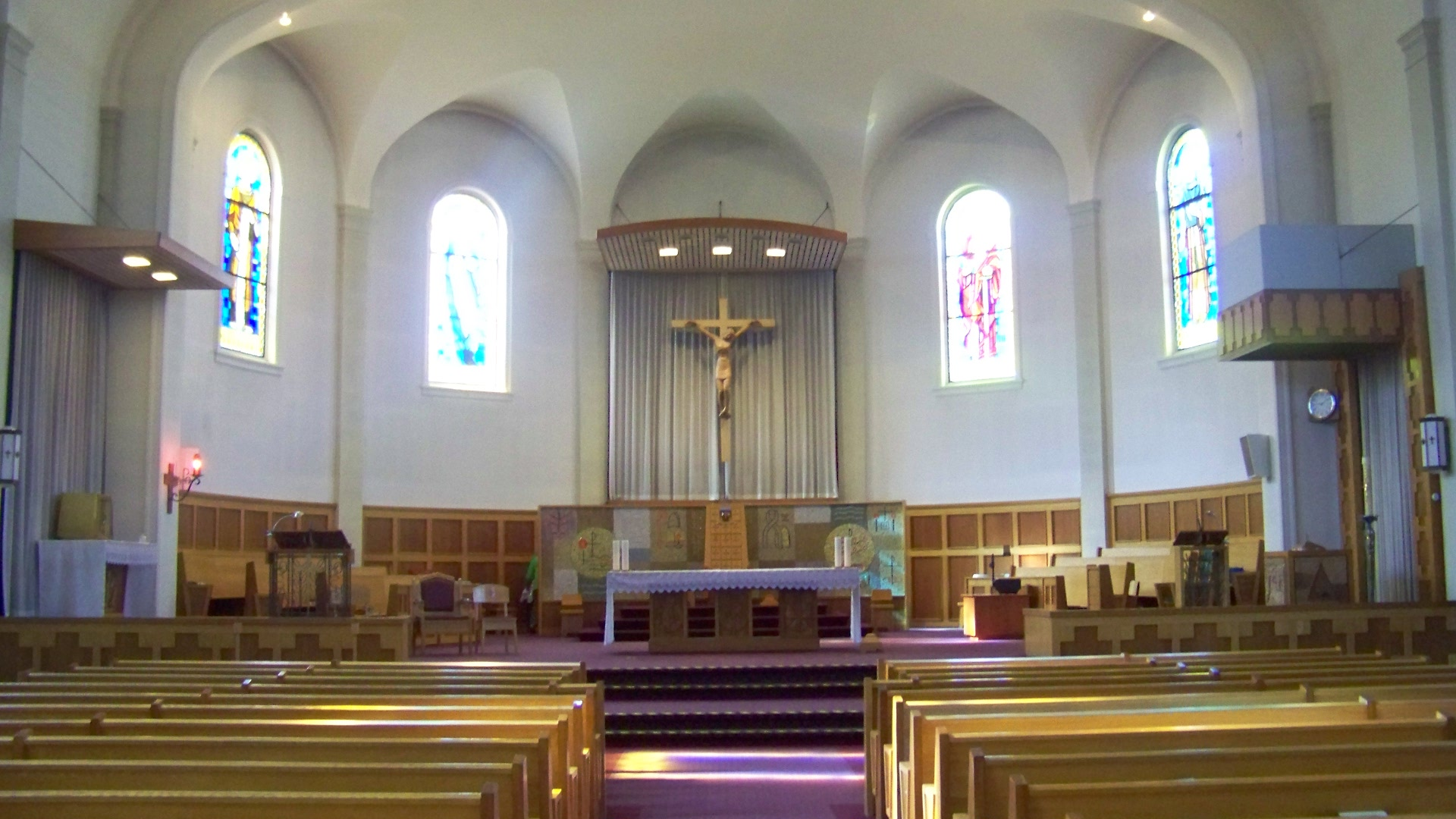
Interior

El 9 de mayo de 2014,  John Carlos Quadro, residente de St. Paul, se presentó en la Rectoría de la catedral y cuando el padre Gilbert Dasna SMMM abrió la puerta, Quadro disparó al sacerdote 5 veces y luego se precipitó en su camioneta, dejando sólo al sacerdote, que sucumbido por sus heridas. Poco después un monumento fue erigido en su honor.

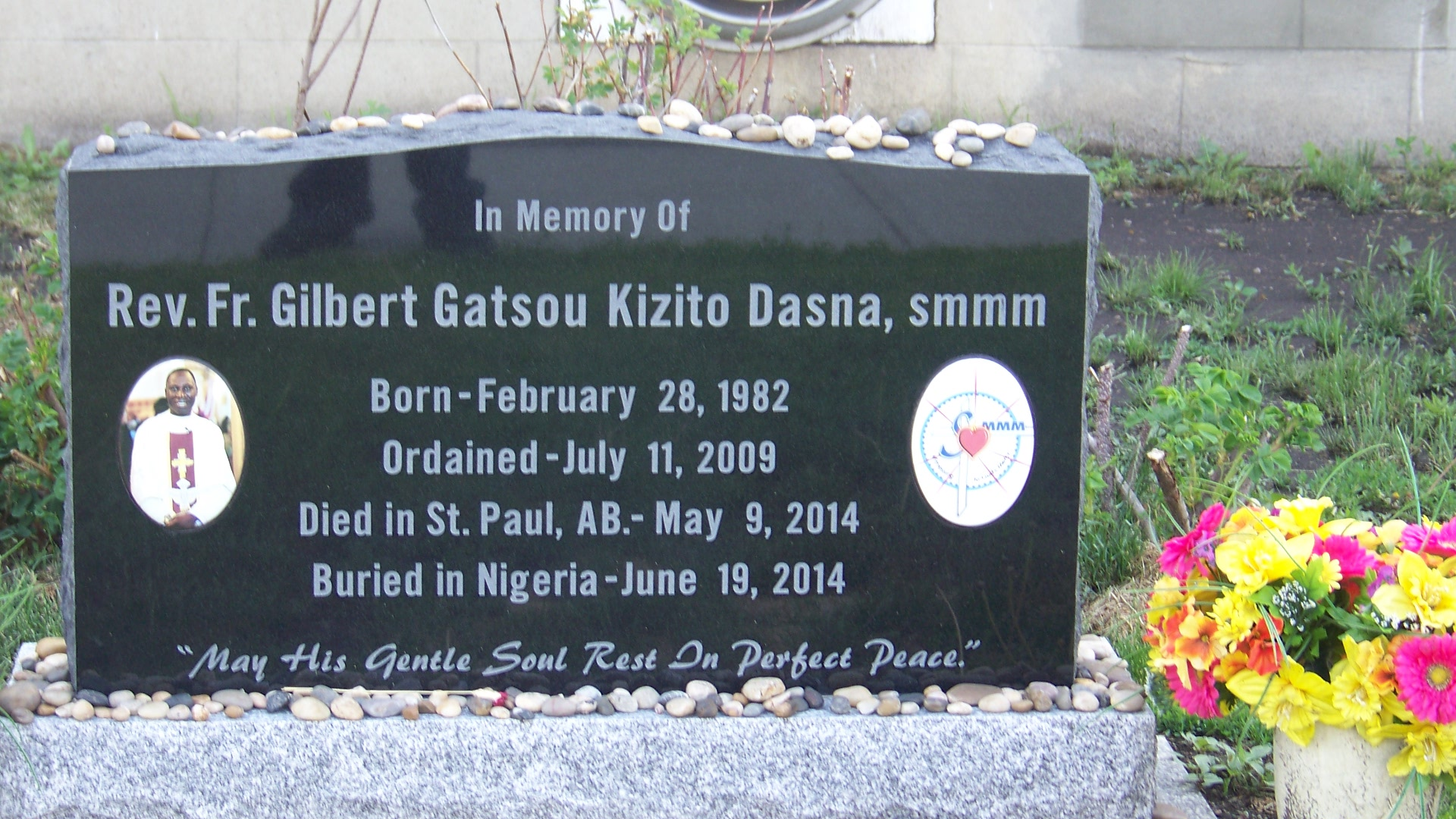
Monumento en recuerdo del padre Gilbert Dasna